# Iglesia de Santa Cecilia (Ronda)
La Iglesia de Santa Cecilia de Ronda perteneció a la Orden de los Trinitarios Descalzos hasta que en 1663 construyeron la iglesia sobre la Ermita del Cristo de las Peñas. En 1836 se convirtió en un centro educativo hasta que en 1875 pasó a ser la parroquia de Santa Cecilia.

## Estructura
La fachada principal es de piedra arenisca, en su centro podemos ver el escudo de la orden Trinitaria y está decorada con arcos de medio punto.
Su interior consta de tres naves; la nave central está coronada por una bóveda de cañón decorada con cabezas humanas y pilares con pilastras corintias. La cúpula está situada en la parte del crucero.

## Semana Santa
Desde la Iglesia de Santa Cecilia salen dos cofradías muy populares en la Semana Santa rondeña, como son la Hermandad de Nuestro Padre Jesús orando en el huerto y María Santísima Consuelo de las Tristezas (lunes Santo), y la Venerable Hermandad Trinitaria del Cristo de los Remedios y María Santísima de las Angustias el Viernes Santo.
- Datos: Q5911526
- Multimedia: Iglesia de Santa Cecilia, Ronda / Q5911526